# Prabhat Ranjan Sarkar
Pour les articles homonymes, voir Sarkar.
 (juillet 2009).
Si vous disposez d'ouvrages ou d'articles de référence ou si vous connaissez des sites web de qualité traitant du thème abordé ici, merci de compléter l'article en donnant les références utiles à sa vérifiabilité et en les liant à la section « Notes et références ».
Prabhat Ranjan Sarkar, né le 21 mai 1921 et mort le 21 octobre 1990, est un philosophe et maître de yoga indien de la deuxième moitié du XXe siècle. Il a écrit de nombreux ouvrages sur l'histoire, la sociologie, l'économie, la philologie, le néo-humanisme (voir son livre Libérez l'intellect : le Nouvel Humanisme), la science (avec sa théorie des microvita, aux confins de la science et de la spiritualité) etc. Il a également écrit sous son nom spirituel, Shrii Shrii Ánandamúrti, de nombreux ouvrages commentant, expliquant et parfois rénovant les anciens enseignements des Védas, des Upanishads, des Tantras et autres textes spirituels dans un but de guidance spirituelle.	
Il a fondé plusieurs organismes, notamment en 1955 l'association spirituelle Ánanda Márga Pracáraka Sangha puis en 1970 sa branche d'aide humanitaire, l'ONG AMURT.
Il est également le fondateur de la Théorie de l'Utilisation Progressiste, théorie socio-économique progressiste (connue en anglais sous le nom de PROUT (prononcé praote), acronyme de Progressive Utilization Theory), alternative à la fois au capitalisme et au communisme et qui milite pour la démocratie économique.